# 熊田為宏
熊田 為宏（くまだ ためひろ、1913年10月20日 - 1993年）は、日本の作曲家、フルート奏者。

## 来歴
福島県出身。下総皖一と山口正男に師事し、1941年3月に東京音楽学校甲種師範科を卒業。富山師範学校教諭、土浦高等女学校教諭、NHK仙台放送合唱団・管弦楽団常任指揮者、山形大学音楽科、宮城学院女子大学にて教鞭を取る。日本指揮者協会会員、日本フルート協会理事を歴任。NHKラジオのインターバルシグナル音楽を作曲。

## 著書
- 旋律法入門（春秋社、1986.5）
- 演奏のための楽曲分析法（音楽之友社、1974）
- バンドのための図型による指揮技法

## 作品
- 管弦楽のためのバラード[1]
- 宮城県加美町立小野田中学校校歌